# Rotklee-Spitzmausrüssler

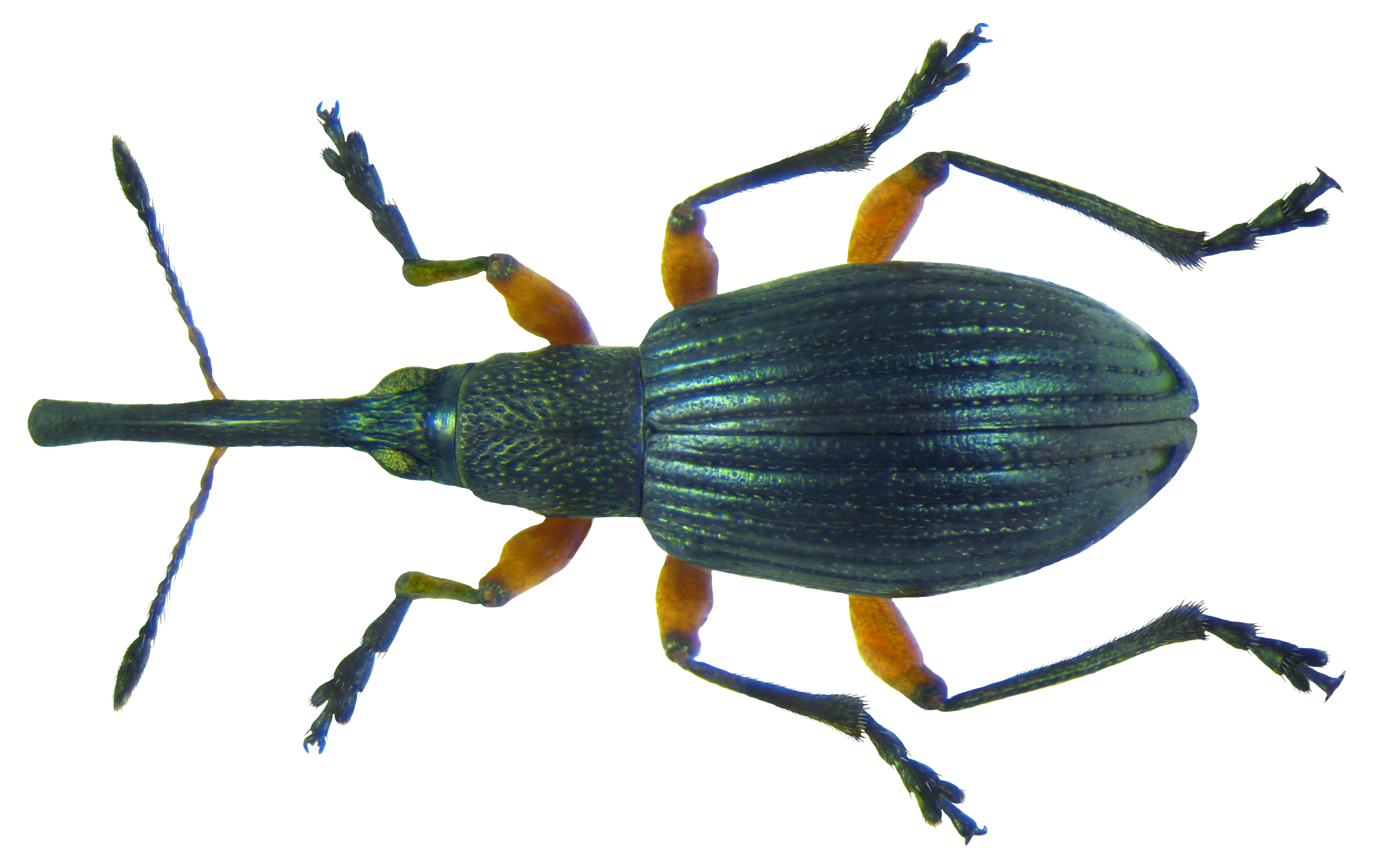
Präparat, Dorsalansicht

Der Rotklee-Spitzmausrüssler oder Dunkles Kleespitzmäuschen (Protapion apricans, Syn.: Apion apricans) ist ein Käfer aus der Familie der Apionidae.

## Merkmale
Die Käfer erreichen eine Körperlänge von 2,2 bis 3,1 Millimetern. Ihr Körper ist schwarz glänzend, mehrere Fühlerglieder und die Schenkel (Femora) sind gelb gefärbt. Die Schienen (Tibien) der Vorderbeine sind etwas dunkler gefärbt, die Knie sind nochmals dunkler. Der Schaft der Fühler ist ungefähr viermal länger als breit, wobei die letzten Glieder der Geißel ebenso länger als breit sind und die Fühlerkeule spindelförmig verbreitert ist. Der etwas langgestreckte Halsschild ist mit großen, flachen Punkten strukturiert, zwischen denen ein feines Netzmuster verläuft. Die Deckflügel sind mit längsverlaufenden Punktreihen versehen, die erste von ihnen erreicht nicht die Basis der Deckflügel. Die Deckflügel sind knapp hinter ihrer Hälfte am breitesten. Die Art kann mit mehreren sehr ähnlichen Arten der Gattung verwechselt werden.

## Vorkommen
Die Tiere kommen in der Paläarktis vor, auch nördlich des Polarkreises. Sie sind auf den Britischen Inseln häufig und kommen auch in Nordafrika, dem Nahen- und Mittleren Osten vor. Sie bewohnen Felder vom Flachland bis in etwa 2000 Meter Seehöhe und sind sehr häufig. In Mittel- und Südeuropa treten zwei, in Fennoskandien eine Generation pro Jahr auf, wobei die Käfer im hohen Norden zweimal überwintern.

## Lebensweise
Die Weibchen legen insgesamt etwa 200 Eier zu 7 bis 10 Stück an den Blüten von Kleepflanzen ab. Die Larven ernähren sich von den Blütenkelchen und dem Stängel, die Imagines verursachen Lochfraß an den Blättern. Der Rotklee-Spitzmausrüssler kann erhebliche Schäden an Kleesaat verursachen.

## Gefährdung
Die Art gilt in Deutschland als ungefährdet.